# Steve Golin
Steve Golin (Geneva, 6 marzo 1955 – Los Angeles, 21 aprile 2019) è stato un produttore cinematografico e produttore televisivo statunitense, famoso per aver prodotto film come Il caso Spotlight e Revenant - Redivivo, entrambi del 2015.

## Filmografia

### Cinema
- Nickel Mountain (1984)
- Hard Rock Zombies (1985)
- American Drive-In (1985)
- Investigazioni private (1987)
- Blue Iguana (1988)
- Uccidimi due volte (1989)
- Paula Abdul: Cold Hearted (1989)
- Fear, Anxiety & Depression (1989)
- Industrial Symphony No. 1: The Dream of the Brokenhearted (1990)
- Heat - Wave - onda di fuoco (1990)
- Cuore selvaggio (1990)
- Caccia al testamento (1990)
- Coca Cola Pop Music Backstage Pass to Summer (1991)
- A letto con Madonna (1991)
- Una estranea fra noi (A Stranger Among Us), regia di Sidney Lumet (1992)
- Ruby - Il terzo uomo a Dallas (1992)
- Memphis (1992)
- Candyman - Terrore dietro lo specchio (1992)
- Red Rock West (1993)
- Memories by Joe Frank (1993)
- Kalifornia (1993)
- Incubo d'amore (1993)
- Harlow: The Blonde Bomshell (1993)
- Combinazione finale (1994)
- A Pig's Tale (1994)
- Il signore delle illusioni (1995)
- Sleepers (1996)
- Ritratto di signora, regia di Jane Campion (1996)
- The Game - Nessuna regola (1996)
- Segreti (1997)
- Il tempo di decidere (1998)
- Amici & vicini (1998)
- The Match (1999)
- Essere John Malkovich (1999)
- Bounce (2000)
- Betty Love (2000)
- Due East (2002)
- Searching for the Wrong - Eyed Jesus (2003)
- Se mi lasci ti cancello (2004)
- 50 volte il primo bacio (2004)
- Lake of Fire (2006)
- Babel (2006)
- Smiley Face (2007)
- Rendition - Detenzione illegale (2007)
- Il bacio che aspettavo (2007)
- Cleaner (2007)
- Arsenico e vecchi confetti (2007)
- Al God's Children Can Dance (2008)
- Case 39 (2009)
- 44 Inch Chest (2009)
- The Lazarus Effect (2010)
- Mr. Beaver (2011)
- This Isn't Happening (2012)
- The Last Elvis (2012)
- Qualcosa di straordinario (2012)
- Little Red Wagon (2012)
- Imogene - Le disavventure di una newyorkese (Girl Most Likely) (2012)
- Fun Size (2012)
- Cercasi amore per la fine del mondo (2012)
- U Want Me 2 Kill Him? (2013)
- Il quinto potere (2013)
- Breakup at a Wedding (2013)
- The Loft, regia di Erik Van Looy (2014)
- Dimmi quando (2014)
- Comet (2014)
- The Meddler (2015)
- Revenant - Redivivo (2015)
- Len and Company (2015)
- Il caso Spotlight (2015)
- Adaline - L'eterna giovinezza (2015)
- Lifeline (2016)
- Currency (2016)
- Codice 999 (2016)
- Bastille Day - Il colpo del secolo (2016)
- The Wife - Vivere nell'ombra (The Wife), regia di Björn Runge (2017)
- Don't Worry (Don't Worry, He Won't Get Far on Foot), regia di Gus Van Sant (2018)
- Boy Erased - Vite cancellate (Boy Erased), regia di Joel Edgerton (2018)
- Outlaw King - Il re fuorilegge (Outlaw King), regia di David Mackenzie (2018)
- Beach Bum - Una vita in fumo (The Beach Bum), regia di Harmony Korine (2019)
- La ragazza di Stillwater (Stillwater), regia di Tom McCarthy (2021)

### Televisione
- Fallen Angels Serie TV (1993)
- The L Word (2004)
- True Detective Serie TV (2014)
- Mr. Robot Serie TV (2015)
- Quarry - Pagato per uccidere Serie TV (2016)
- Tredici (13 Reasons Why) – serie TV (2017)
- L'alienista (The Alienist) – serie TV (2018)
- Catch-22 - miniserie Tv (2019)